# 堅守速攻
堅守速攻（けんしゅそっこう）とは、サッカーやバスケットボールにおけるカウンターアタックからの派生用語。ポゼッションフットボールと対比されることが多い。経営においても引用されることがある。低迷等から抜け出す弥縫策として有効的だが、強市場や強者相手では競合しにくいデメリットも存在し、スポーツではエレベータークラブの原因となる。

## 概要

### サッカー
サッカーにおいて、堅守速攻という用語は日本独特の表現であり、世界では堅守速攻の総称として「カテナチオ（Catenaccio）」の用語が用いられている。
防御と同時に攻撃に移ることや攻撃の勢いを逆に利用して反撃することをいい、堅く守り（堅守）ボールを奪ったら相手チームの守備の態勢が整わないうちに速攻（カウンター）を仕掛ける戦法である。カウンターアタックからの派生用語で元々は軍事用語。弱者と強者が戦う場合は弱者は強者にボールを支配されやすいが弱者は守りを固めて失点せず隙を突いてカウンターを決めて強者に勝利することが可能であり、弱者の戦い方として用いられることが多い。リードしているチームが逃げ切るために守りを固めてカウンターを狙うこともある。カウンターは相手ゴール前が少人数のためスペースが多く、相手ディフェンダーが前掛りになっていて守備陣形が整っていなくディフェンスの裏を狙いやすく崩しやすい。堅守速攻では基本的にほとんどの選手が守備に参加する。
カウンターにはロングカウンターとショートカウンターが存在する。
- ロングカウンターは日本ではカテナチオのことであり、リトリート（後方に引いて自陣付近の守備を固めること）により失点しないように守備を固めて自陣に閉じこもり、低い位置でボールを奪いロングボールなどで反撃するカウンター。

- ショートカウンターはハイプレス（前線からの激しいプレス）によってハイライン（高い位置）でボールを奪い反撃するカウンター。ロングカウンターはショートカウンターと比較して引いて守る相手には得点しにくいが体力消耗が少なく失点しにくい。ショートカウンターはロングカウンターと比較して体力消耗が激しく味方が前掛かりになるため逆にカウンターを受けやすいが相手にプレッシャーを与えやすく得点しやすい。

トップにはスピードや個人能力が要求される。他の選手が自陣を守備している時トップは守備をせずカウンター発動に備える。ウイング2人のうちの1人は守備に参加しボールと逆サイドのもう1人はトップと同じくカウンター発動に備える。カウンターは手数が少なく縦に速いパスにより時間をかけず攻めることが重要であり、シュートに至るまでのスピードや攻守切り替えの速さが命であり、ボールを奪った瞬間に一気にスピードをマックスに上げ、カウンター発動からシュートに至るまで数秒でなければならない。長谷川健太はボールを奪った後に特に超スピードで一気呵成に速攻を仕掛けて得点する電光石火のようなカウンターを「ファストブレイク」（バスケットボールから引用した用語）と呼んでいる。堅守速攻にはキック・アンド・ラッシュという戦術があり、ボールを奪った後ひたすらロングパスで一気に前線にボールを送ることを繰り返す戦術である。また堅守速攻にはウノゼロの美学（1点奪った後に自陣に鍵を掛けるように堅く守り、失点を抑えて逃げ切る戦術）という用語がある。自陣ゴール前に多くの選手を配置することで失点を抑え、手堅く勝利することや引き分けるための堅守を徹底する戦術をパーク・ザ・バスという。
逆に自身が相手のカウンターを受ける場合はボールを奪われたら素早くプレスに転じ、良いロングパスを出させないようにし、ロングパスを通された場合には無理にボールを奪いに行かず抜かれないように守り、ディレイ（時間稼ぎをして味方の戻りを待つこと）を行うことが対策となる。
2022 FIFAワールドカップでは日本代表はスペイン戦にて5-4-1の可変カテナチオ堅守速攻を使用し、パス1000回を駆使したスペイン相手に僅かシュート6回の堅守で勝利し、日本代表がスペイン代表に勝利したのは史上初となった。2023 FIFA女子ワールドカップでも女子日本代表は堅守速攻の戦い方で意思統一し、相手にボール保持される事を割り切り、一滴の水も漏らさないような鉄壁の守備ブロックを敷いてカウンターを徹底し、快挙を果たした。

#### スタイルを堅守速攻に転換して再建したチーム
- 矢板中央高等学校サッカー部は不調の時期が続いた時にポゼッションフットボールへ転換しようとしていたが結果が出ず、2017年に監督 高橋健二の下、原点である堅守速攻へ回帰し守備を徹底して鍛え上げて勝てるチームを作り、チームを躍進させた[11]。また選手をフットサル大会へ出場させたことにより能力を強化させた[11]。
- 東海大学サッカー部監督である今川正浩は2021年の8年ぶりの監督復帰時に弱体化していたチームを堅守速攻に転換させたことで再建を果たした[12]。相手がボールを持てばポジション問わずプレスをかけ続ける献身的な守備や空いたスペースを埋めるコンパクトネスを重視し、序盤から走り続けるスタミナを強化し、走り込みとフィジカル強化を徹底した[12]。その結果対戦相手チームに17-0の大差で大勝するなど勝利を続け、2部との入れ替え戦も制し、「#atarimaeni CUP」では優勝するなど破竹の勢いで快挙連覇を果たした[12]。
- 昇格請負人と呼ばれている小林伸二は多くのJリーグクラブを堅守速攻で昇格させた[13]。
- ペリクレス・シャムスカはプロ選手としての経験がない監督であるが、1点取って走り切って勝つスタイルによって不調のチームを蘇らせる事から采配が「シャムスカ・マジック」と呼ばれている[14][15][16]。
- 長谷部茂利はポゼッションフットボールで不調だったアビスパ福岡の監督に2020年に就任し、堅い守備をベースにした堅守速攻で1年でJ1昇格を果たした[17][18]。
- 吉田謙は2020年よりブラウブリッツ秋田の指揮を執り、監督就任早々に守備の整備に着手し、複雑な戦術は用いずにシンプルな戦い方を志向し、粘り強い徹底した堅守と縦に速い攻撃により28戦連続無敗を記録し、21勝10分3敗の圧倒的な成績でJ3優勝・J2昇格させた[19][20][21]。
- FC町田ゼルビアはJ2初昇格から11年後に堅守速攻を徹底した事でJ1昇格を果たした[22]。2022年12月にサイバーエージェント社長である藤田晋の代表取締役社長兼CEO就任によって町田の潮目が変わり、青森山田高等学校で長年監督を務めた黒田剛が監督、金明輝がヘッドコーチに就任し、新加入選手は20名になり、フロントから現場まで体制が大きく変わった[22]。町田は体制を一新させ、黒田は前年度までの全ての失点シーンの映像を徹底的に分析し、守備から立て直しを図り、基礎とロングカウンター型堅守速攻を徹底し[23][24]、わかりやすく伝わる言葉で徹底的に原理原則をチーム全体に叩き込んだ。その結果町田は初のJ1昇格を果たした[22]。
- 2022年途中から東京ヴェルディの監督に就任した城福浩は、クラブ創立以来一貫して続いていた（とりわけロティーナが監督を務めていた2017-18年頃は特に顕著であった）ポゼッションフットボールを廃止し、堅守速攻型のサッカーに戦術を転換。翌2023年にはJ2全18クラブ中最少失点を記録するなど堅実な守備を展開させ、16年振りのJ1復帰に導いた[25][26]。

## 経営における堅守速攻
経営においても堅守速攻という言葉が使用されることがあり、一般的にいえば支出を抑えてキャッシュを保持したり無駄を排除したり（堅守）、同時に手堅く商品開発・販売を行なっていく（速攻）ことの代用である。伊木隆司は中小企業にフィットする堅実経営はサッカーの攻撃的なブラジルではなくスイスやスウェーデンのような堅守徹底であると説いている。大企業は攻撃が得意であり、商品開発・市場や需要の調査・マーケティング手法の開発などが独自だが、巨大であるということは同時に管理領域が広くなるということでもあり、管理が全体に行き届かずどこかに綻びが生じ、失態や不祥事などが発覚し、そこを中小企業に狙われてカウンター攻撃をされたり、驕って守備を疎かにした大企業は破綻になったりして崩れていくという面もあるとされている。一方で中小企業は攻撃力が低いが、守りが堅い企業は無駄を排除し、財務管理・キャッシュ管理を徹底していて不景気でも持ち堪え、数年の構想を練りながら守りを固め、慎重に時機を見計らい、いざという時に速攻を仕掛ける負けない経営が求められる。
ドン・キホーテは「創業以来、ドン ・ キホーテグループは「堅守速攻(けんしゅそっこう : 城・陣などを敵から堅く守り、相手に隙を与えず機敏に攻撃すること)」に 徹することで、不況やデフレ環境下にあっても柔軟な変化対応力を発揮し、 逆境をチャンスに変えて安定的な成長を継続してきました。」と公表している。
ラクスルの西田真之介はバックオフィスとして堅守速攻の姿勢が大事であると説いており、会社が速攻を行うにはリスク管理やマネジメントなどの堅守が重要であり、会社や事業部側がいつでも攻められるような体制作りを目指していると述べている。またバックオフィスの定型業務を効率化し、常に事業部門側がコミュニケーションを取りやすい状態にしておくことで日々生じる様々なリスクも即座に潰せるという。